# Elpersbüttel
Elpersbüttel település Németországban, Schleswig-Holstein tartományban. Lakosainak száma 885 fő (2023. december 31.).

## Népesség
A település népességének változása:
| Lakosok száma | 807  | 865  | 867  | 854  | 881  | 885  |
|               | 1975 | 2017 | 2019 | 2021 | 2022 | 2023 |